# The Black Album (album de Prince)
Pour les articles homonymes, voir The Black Album.
Albums de Prince
Come
(1994) Exodus
(1995)
The Black Album est un disque de Prince initialement enregistré en 1987 mais dont la sortie avait été annulée in extrémis. L'album a finalement été édité en novembre 1994.

## Genèse du disque
Le « Black Album » est une collection de morceaux qui, au départ, n'étaient pas destinés à figurer ensemble sur le même disque. Trois titres, Bob George, 2 Nigs United 4 West Compton et Le Grind ont été enregistrés pour l'anniversaire de Sheila E. le 11 décembre 1986. Prince y a ajouté Superfunkycalifragisexy enregistré en septembre 1986, ainsi qu'un titre prévu au départ pour un autre projet abandonné, l'album Camille : Rock Hard In A Funky Place. La ballade When 2 R In Love fut le dernier titre enregistré, avec Cindy C et Dead On It, en mars 1987. Toutefois, la cohérence de l'ensemble est remarquable.
Le disque fut initialement titré « The Funk Bible », puis le nom de « Black Album » est venu à la suite de l'idée de sortir ce disque complètement incognito, sans nom, ni titre, ni crédit, le tout emballé dans une pochette uniformément noire ! De cette façon, Prince voulait être jugé uniquement pour la qualité de sa musique et revenir dans les clubs sans que l'on sache que ce soit lui. Le label, de la même façon, comportait seulement en couleur pêche les titres et le numéro de catalogue. De plus, la sortie de l'album fut prévue pour le 8 décembre 1987 soit à peine huit mois après le double LP Sign o' the Times, un temps aussi court ne laissant pas présager la sortie d'un nouvel album pour le même artiste.
Le Black Album fut en partie enregistré au Sunset Sound Studios, situé à Los Angeles, studio bien connu des fans, dans lequel Prince avait souvent ses habitudes. C'est aussi dans cette même période qu'il enregistra des titres comme Feel U up (face-B de Partyman, titre probablement sauvé du projet mort-né Camille) et Good Love (qui finira dans la réédition du triple album Crystal Ball après avoir intégré la BO de Bright Lights, Big City, film  de James Bridges avec Michael J. Fox et Kiefer Sutherland, sorti en 1988).
Période parfaitement reconnaissable car c'est à ce moment précis que le chanteur usa, assez souvent, du procédé d'accélération de sa voix sur certains de ces titres.

## Annulation de la sortie prévue en 1987
Bien avant sa sortie, on sut que le Black Album  serait un disque de Prince : le secret de polichinelle n'a pas été gardé très longtemps, surtout que la maison de disques ne voulait probablement pas passer à côté d'un album de Prince juste avant les fêtes de Noël.
C'est Prince qui demanda l'annulation de la sortie, sans donner de raison officielle. Les responsables de la Warner n'y ont pas vu d'objection, car ils étaient déjà assez sceptiques sur la réussite de cet album.
On peut imaginer que les raisons invoquées par Prince sont l'ambiance sombre et négative de l'album qui ne convenait pas réellement aux messages qu'il avait fait passer sur ses précédents disques. D'après d'anciens collaborateurs, cette époque fut assez difficile : la séparation du groupe mythique The Revolution, la rupture avec Susannah Melvoin, et une certaine remise en cause de son œuvre à travers les albums Around the World in a Day et Parade qui n'ont pas obtenu de succès aux États-Unis, ont influencé l'inspiration de l'album. Les paroles sont parfois haineuses, et rappellent des phrases choquantes parlant de frustration sur les albums du début de sa carrière: "Prince" et Dirty Mind.
D'autre part, on relata qu'un soir Prince prit de l'Ecstasy et en fut tellement malade qu'il vit les lettres G-O-D (Dieu en anglais) apparaître dans un champ. Cet épisode est évoqué dans les notes du programme de la tournée Lovesexy Tour (le disque qui remplaça le Black Album) sous le nom de Blue Tuesday.
À peine une semaine avant la date de sortie prévue, Prince décida de retirer le disque des ventes et de faire détruire tous les exemplaires. Le disque n'est jamais paru en magasin à cette époque.
La récupération des exemplaires en cours de livraison posa d'énormes problèmes, d'autant que plus de 500 000 copies étaient déjà pressées en Allemagne. Prince lui-même avait reçu plusieurs caisses de disques qu'il distribua à des amis ou collaborateurs. Bien que l'opération de récupération se soit correctement déroulée, une poignée de vinyles et quelques CD ont réussi à échapper au massacre, ce qui fut à l'origine d'une diffusion sous le manteau sans précédent.

## Diffusion sous le manteau
Le Black Album est rapidement devenu un véritable mythe, les fans étant avides de découvrir ce fameux album secret, et la presse en parlant beaucoup plus que l'album Lovesexy sorti en mai 1988, qui le remplaça. Il a été nommé parmi les albums de l'année par le magazine "Rolling Stone".
Les copies pirates, certaines très bien imitées, ont commencé à circuler très rapidement et même à être trouvables en bacs (beaucoup de personnes sont ainsi persuadées de posséder un exemplaire original alors que ce n'est pas le cas). Le « Black Album » est devenu le disque le plus piraté de l'histoire, s'échangeant entre fans sous forme de cassette audio, puis de vinyle et de CD. On a estimé que plusieurs millions d'exemplaires ont ainsi été vendus sous une forme ou une autre.
Les très rares exemplaires originaux ont été vendus à des prix défiant toute concurrence. Les rumeurs parlent d'exemplaires vendus à un équivalent de plus de 10 000 euros.
Depuis que le Black Album est officiellement édité (en 1994), les cotations ont beaucoup baissé, néanmoins un vinyle original allemand s'échange aujourd'hui dans le cercle des collectionneurs autour de 500 euros. Les exemplaires américains, beaucoup plus rares, peuvent atteindre plus de 2 000 euros.
Les CD, encore plus rares, plus de 2 500 euros. Un exemplaire scellé, quasi unique de CD longbox a été vu à plus de 5 000 euros. Il existe aussi un projet de test-pressing pour DJ sous la forme d'un double LP, extrêmement rare. L'album a aussi été publié en vinyle blanc limité à 300 copies.

## Liste des titres
| 1. | Le Grind                     | 6:44 |
| 2. | Cindy C                      | 6:15 |
| 3. | Dead on It                   | 4:37 |
| 4. | When 2 R in Love             | 3:59 |
| 5. | Bob George                   | 5:36 |
| 6. | Superfunkycalifragisexy      | 5:55 |
| 7. | 2 Nigs United 4 West Compton | 7:01 |
| 8. | Rockhard in a Funky Place    | 4:31 |

| A1. | The Crush                     | 6:42 |
| A2. | Syn.D.Kay                     | 6:14 |
| A3. | Alive Off Him                 | 4:35 |
| A4. | The Hate of 2                 | 4:12 |
| B1. | Robert & Georgina             | 5:36 |
| B2. | Sound of Music                | 5:55 |
| B3. | 4 Black City 2 East Brompton  | 7:00 |
| B4. | Funny Place to Find Hard Rock | 4:30 |

## Musiciens
Selon le livret inclut avec l'album : 
- Prince : Instruments variés (guitare, basse, claviers, batterie sauf sur (7), percussions sauf sur (2)), chant, chœurs
- Sheila E. - chœurs (1), percussions (2), batterie (7)
- Eric Leeds - saxophone (1, 2, 8)
- Atlanta Bliss - trompette (1, 2, 8)
- Cat Glover - chœurs (1), chœurs et rap (2), soliloque (7)
- Boni Boyer, Susannah Melvoin, Susan Rogers : chœurs

## Édition officielle de 1994
Le disque est resté officiellement inédit jusqu'en 1994, lorsque Warner proposa à Prince d'utiliser le "Black Album" pour remplir le contrat de 6 albums signé en 1992 et que Prince devait toujours à la Warner. La sortie a eu lieu dans l'indifférence générale, d'autant que les paroles provocatrices en 1987 paraissent bien moins violentes sept ans plus tard. Entre-temps, le rap et le hardcore ont fait leur chemin.
Le contenu fut strictement identique à la version de 1987.
Comme beaucoup de fans possédaient déjà une copie pirate, souvent de très bonne qualité, ils n'ont pas jugé nécessaire de se procurer l'album, qui a atteint péniblement le chiffre de 295 000 exemplaires vendus.
Les collectionneurs se sont une nouvelle fois régalés avec les rares copies promotionnelles éditées par Warner:
- le promo classique, édité à environ 5000 exemplaires
- le promo en vinyle pêche marbré, édité à environ 1500 exemplaires,
- le promo en vinyle blanc, numéroté de 1 à 300, soit 300 exemplaires
- le promo en vinyle gris, numéroté de 1 à 50, soit 50 exemplaires

## Charts
| Pays        | Chart              | Meilleure position | Nombre de semaines | Réf   |
| ----------- | ------------------ | ------------------ | ------------------ | ----- |
| États-Unis  | Billboard 200      | 47                 | 11                 | [ 4 ] |
| États-Unis  | Billboard Top R&B  | 18                 | 13                 | [ 4 ] |
| Royaume-Uni | UK Albums Chart    | 36                 | 3                  | [ 5 ] |
| Suisse      | Swiss Music Charts | 8                  | 11                 | [ 6 ] |
| Autriche    | Ö3 Austria Top 40  | 7                  | 8                  | [ 7 ] |
| Pays-Bas    | MegaCharts         | 35                 | 6                  | [ 8 ] |
| Australie   | ARIA Charts        | 15                 | 3                  | [ 9 ] |